# Skogsbacka
Skogsbacka (finska: Metsämäki) är en stadsdel i Åbo i det finländska landskapet Egentliga Finland. Stadsdelen ligger vid vägen E18 (Riksväg 1). Den största delen av området består av industriområden och bland annat Toppå avfallscentral ligger i Skogsbacka. Till områdets övriga tjänster hör Skogsbacka travbana.